# Denham (West-Australië)
Denham is een plaats in de regio Gascoyne in West-Australië. Het ligt op het schiereiland Peron, 837 kilometer ten westnoordwesten van Perth, 327 kilometer ten zuiden van Carnarvon en 128 kilometer ten noordwesten van Hamelin Pool. In 2021 telde Denham 849 inwoners tegenover 607 in 2006. Denham is de uitvalsbasis voor het op de Werelderfgoedlijst geplaatste Shark Bay.

## Geschiedenis
Ten tijde van de Europese kolonisatie leefden de Malgana, Nhanda en Yingkarta Aborigines in de streek.
Op 25 oktober 1616 was Dirck Hartog een van de eerste Europeanen die voet aan land zette op het Australische continent. Hij ging aan land op een eiland dat naar hem vernoemd zou worden, Dirk Hartogeiland. Hartog verkende de kust en eilanden drie dagen lang. Hij noemde het Eendrachtsland, naar zijn schip, en liet er een tinnen bord achter. Willem de Vlamingh bezocht het eiland in 1696, verving het tinnen bord en nam het terug mee naar Nederland waar het in het Rijksmuseum Amsterdam te bezichtigen is. Latere avonturiers en ontdekkingsreizigers die de eilanden aandeden waren onder meer William Dampier die in 1699 Shark Bay van naam voorzag, Louis Aleno de St Aloüarn die op 30 maart 1772 het westen van Australië voor koning Lodewijk XV van Frankrijk opeiste en de Fransen Louis de Freycinet en Nicolas Baudin in het begin van de 19e eeuw.
De eerste Europeanen vestigden zich in de jaren 1850 in de streek nadat op verschillende eilanden guano gevonden was. In 1858 bracht kapitein Henry Mangles Denham de Shark Bay in kaart. Er werd later een baai naar hem vernoemd, de 'Denham Sound'. In die tijd begon de parelvisserij zich er te ontwikkelen en bereikte in de jaren 1870 haar hoogtepunt in en rond Shark Bay. In 1869 werd op Dirk Hartogeiland een eerste schapenstation opgericht. De pastorale industrie groeide en er ontstonden meer dan 15 schapenstations rondom Shark Bay. De pastoralisten vulden hun inkomen aan met het snijden en verkopen van sandelhout. Het eerste schip geladen met sandelhout verliet Shark Bay in de jaren 1890 en de industrie zou nog meer dan 100 jaar bestaan. Pas in het begin van de 20e eeuw zouden de vergunningen, nodig om het hout te mogen snijden, ingetrokken worden.
In 1884 werd er een postkantoor gevestigd en in 1898 werd het plaatsje Denham officieel gesticht. Het was tot dan 'Freshwater Camp' genoemd maar landmeter C.M. Denny, die de dorpssite uittekende, noemde het dorp naar de baai die naar kapitein Denham was vernoemd. In het begin van de 20e eeuw begon de visindustrie zich te ontwikkelen in de streek. In 1904 werd in Denham een aanlegsteiger gebouwd. De visindustrie kende een sterke groei na de introductie van de diepvriezer in de jaren 1930. De aanlegsteiger werd in de jaren 1930 en 1950 verlengd. In 1979 beschadigde de tropische cycloon Hazel de aanlegsteiger en in 1986 werd de steiger grotendeels ontmanteld en vervangen door een kleinere. Vanaf de jaren 1990 wordt ingezet op natuurbehoud en toerisme. Denham kreeg in 1990 een nieuw politiekantoor.

## Beschrijving
Denham is het administratieve en dienstencentrum van het lokale bestuursgebied Shire of Shark Bay. De economische bedrijvigheid bestaat er voornamelijk uit toerisme, visvangst, zoutwinning, parelkweek en extensieve veeteelt. Denhams energie wordt geleverd door een elektriciteitscentrale op wind en diesel. Sinds 2022 loopt er een testproject om het dieselverbruik te verminderen door zonne-energie om te zetten in groene waterstof.
Denham heeft een bibliotheek, een gemeenschapscentrum, sportinfrastructuur en een school.

## Toerisme
Denham is de toeristische uitvalsbasis voor de bezienswaardigheden rondom de Shark Bay. Het 'Shark Bay World Heritage Discovery & Visitor Centre' biedt er informatie over onder meer:
- de Denham Discovery Trail, een 2,3 kilometer lange wandeling langs de historische plaatsen in Denham
- Monkey Mia Conservation Park, Monkey Mia wordt elke dag tussen 7u45 en 12u00 door tuimelaars bezocht
- de nationale parken Dirk Hartog Island en Francois Peron
- Hamelin Pool Marine Nature Reserve, het natuurreservaat ter bescherming van de beroemde stromatolieten
- Old Hamelin Pool Telegraph Station, een telegraafstation uit 1884 waar nu een museum in gevestigd is
- Steep Point, het meest westelijke punt van het Australische vasteland
- het toekomstige nationaal park Edel Land, met blaasgaten en de 200 kilometer lange 'Zuytdorp Cliffs'

## Transport
Denham wordt via de Shark Bay Road verbonden met de North West Coastal Highway. Integrity Coach Lines verzorgt busdiensten tussen Perth en Broome. De bussen stoppen aan het 'Overland Roadhouse' in Hamelin Pool vanwaar men vervoer door Shark Bay Coaches naar Denham kan regelen.
Denham heeft een startbaan: Shark Bay Airport (ICAO: YSHK, IATA: MJK). Er is eveneens een landingslocatie voor watervliegtuigen: Denham Seaplane Base (ICAO: YDHM).

## Klimaat
Denham kent een warm steppeklimaat, BSh volgens de klimaatclassificatie van Köppen. De gemiddelde temperatuur bedraagt er 21,5 °C. De gemiddelde jaarlijkse neerslag varieert rond 224 mm.
Burringurrah · Carnarvon · Coral Bay · Denham · Exmouth · Gascoyne Junction · Hamelin Pool · Lyndon · Minilya · Shark Bay · Wooramel